# Metanalges curtus
Espèce
Synonymes
- Metanalges elongata curta Gaud & Mouchet 1959

Metanalges curtus est une espèce d'acariens de la famille des Analgidae.

## Distribution et hôtes
Cette espèce se rencontre en Afrique sur les plumes du Râle des prés (Crex egregia).

## Publication originale
- Gaud & Mouchet, 1959 : Acariens plumicoles (Analgesoidea) parasites des oiseaux du Cameroun. II. Analgesidae. Annales de Parasitologie Humaine et Comparée, vol. 34, p. 149-208.